# You Can Dance (album DJ-a Remo)
You Can Dance – pierwszy album DJ-a Remo wydany w 2008 roku. Promowany przez utwory My Music Song oraz You Can Dance, które zajęły wysokie pozycje na polskich listach przebojów.

## Lista utworów
1. My Music Song
2. All Time My Music
3. My Music All My Life
4. Everybody
5. You Can Dance  (feat. Gosia Andrzejewicz)
6. Eo Ea
7. Fellin' (feat. Gosia Andrzejewicz)
8. My Music Makes Me High
9. I Know You
10. djremo.pl
11. Without The Trance
12. Never Ever
13. Drop It
14. Lollipop
15. My Music Song (club mix)
16. You Can Dance (extended version)